# Alhazen
Alhazen, Ibn al-Haitam, eller Muhammed ibn al-Hasan (arabiska: أبو علي الحسن بن الحسن بن الهيثم , Abū ʿAlī al-Ḥasan ibn al-Ḥasan), född 965 i Basra (nuvarande Irak), död 1038 troligen i Kairo, var en matematiker, astronom, och fysiker, en av optikens pionjärer.
Då Alhazen förklarade att han kunde reglera Nilens översvämningar, tog kalifen Hakim honom på orden och kallade honom till Egypten, där Alhazen emellertid snart insåg omöjligheten av planens realiserande. Av kalifen erhöll han ett ämbete i Kairo, som han dock inte kunde sköta på tillfredsställande sätt, varför han ådrog sig kalifens vrede. Efter dennes död 1020 återfick Alhazen sin konfiskerade egendom och levde sedan uteslutande för sina vetenskapliga studier. Hans arbete i optik utgavs under titeln Opticez thesaurus Alhazeni av Rösner (Basel 1572), en annan avhandling Om ljuset jämte tysk översättning av Baermann (1882). 
Alhazens arbeten i optik fick betydelse för flera västerländska intellektuella, som Roger Bacon, John Peckham, Witelo, Johannes Kepler. Vidare blev han en föregångsman inom talteori, analytisk geometri, förhållandet mellan algebra och geometri, vilket fick betydelse för René Descartes och Isaac Newtons respektive arbeten. Vetenskaphistoriskt blev hans vetenskapliga metod ett avgörande steg framåt, med införandet av kontrollerade vetenskapliga tester, rigorösa experiment, uppställande av hypoteser och induktiva härledningar. 
Enligt medeltida uppgifter, uppgår hans samlade verk till omkring 200 titlar.

## Utmärkelser
Nedslagskratern Alhazen på månen är uppkallad efter honom.